# Médersa Al Husseiniya
 (mars 2019).
La médersa Al Husseiniya (arabe : المدرسة الحسينية) ou médersa de Nahj El Adoul (مدرسة نهج العدول) est l'une des médersas les plus anciennes et les plus importantes de la médina de Sfax.

## Localisation
La médersa est délimitée par la rue Nahj El Adoul et par la place Rahbet Errmed du côté nord. 

## Histoire
La médersa Al Husseiniya est la plus ancienne médersa de Sfax et l'une des plus anciennes de toute la Tunisie. Elle est construite en 1712 par Hussein Ier Bey, fondateur de la dynastie husseinite, dans le cadre d'un mouvement de révolution scientifique que ce dernier initie afin de moderniser l'éducation dans son royaume. Elle ouvre ses portes aux étudiants et savants pour la première fois en 1714 et prend le nom de son fondateur.
Selon la culture populaire, la motivation derrière la création de cette médersa est de célébrer le cheikh Mohammed Ben El Meddeb El Charfi, l'un des savants célèbres de Sfax qui présidait le Conseil des sciences religieuses et maîtrisait la langue arabe et les mathématiques. Il est le premier à diriger la médersa. Après la mort de ce dernier en 1744, Ali Ier Pacha attribue la mission de la direction de l'école au fils du cheikh, Tayeb El Charfi, remplacé par Abderrahmen et Mohammad El Charfi jusqu'en 1784, puis par le cheikh Ahmed, fils du mufti Ahmed El Charfi jusqu'en 1814.
Avec l'installation du protectorat français, la médersa est convertie en une école primaire.
Actuellement, le monument est à l'abandon et voit son état se dégrader.